# Peña Alta, Querétaro Arteaga
Peña Alta är en ort i Mexiko.   Den ligger i kommunen Pinal de Amoles och delstaten Querétaro Arteaga, i den centrala delen av landet, 200 km norr om huvudstaden Mexico City. Peña Alta ligger 1 198 meter över havet och antalet invånare är 114.
Terrängen runt Peña Alta är kuperad österut, men västerut är den bergig. Runt Peña Alta är det ganska glesbefolkat, med 23 invånare per kvadratkilometer. Närmaste större samhälle är Jalpan, 4,8 km öster om Peña Alta. I omgivningarna runt Peña Alta växer huvudsakligen savannskog.